# Philornis nielseni
Philornis nielseni är en tvåvingeart som beskrevs av Carroll William Dodge 1968. Philornis nielseni ingår i släktet Philornis och familjen husflugor. Inga underarter finns listade i Catalogue of Life.